# Eudonia ara
Eudonia ara là một loài bướm đêm trong họ Crambidae.